# Skellefteå kommun
Skellefteå kommun är en kommun i Västerbottens län i landskapet Västerbotten i Sverige. Centralort är Skellefteå.
Skellefteå kommun bildades vid kommunreformen 1971 genom en ombildning av Skellefteå stad. År 1974 införlivades Burträsks och Lövångers kommuner. Kommunen är till ytan Sveriges största kustkommun, och ett flertal älvar, däribland Skellefteälven, rinner genom den. Omkring 83 procent av kommunens yta är bevisen med skog. Till kommunen hör Skellefteå kommuns skärgård med 695 öar i Bottenviken. I området finns Skelleftefältet med guld-, silver- och kopparmalm som är basen för näringslivet med företag som Boliden, vilket i början av 2020-talet var kommunens största privata arbetsgivare. Den största arbetsgivaren var dock kommunen själv.
Från det att kommunen bildades och fram till mitten på 1990-talet var befolkningstrenden ökande. Trenden vände därefter och befolkningsen minskade under de följande 20 åren. Sedan 2015 har folkmängden återigen ökat och 2022 var första året på över 50 år som kommunens invånarantal ökade med över 1 000 personer. Omkring hälften av invånarna var bosatta i centralorten, totalt bodde över 80 procent av invånarna i någon av kommunens 21 tätorter.
Kommunen har uteslutande haft rött styre. Socialdemokraterna har haft egen majoritet i samtliga val med undantag för åren 2002–2006 och 2018–2026. Dessa mandatperioder har Socialdemokraterna styrt i koalition med Vänsterpartiet.

## Administrativ historik
Kommunens område motsvarar socknarna: Bureå (från 1914), Burträsk, Byske (från 1875), Jörn, Lövånger och Skellefteå. I dessa socknar bildades vid kommunreformen 1862 landskommuner med motsvarande namn. I området fanns även Skellefteå stad som 1881 bildade en stadskommun, efter att innan dess från 1863 ingått i Skellefteå landskommun. Ur landskommunen hade Byske landskommun utbrutits 1875 och Bureå landskommun 1914.
Norrböle municipalsamhälle inrättades 20 april 1897 och Skelleftestrands municipalsamhälle 30 april 1937. Dessa upplöstes 1916 respektive 1952 när motsvarande områden införlivades i Skellefteå stad. Jörns municipalsamhälle inrättades 24 november 1923 och upplöstes vid utgången av 1958. Burträsks municipalsamhälle inrättades 2 oktober 1930 och upplöstes vid utgången av 1961. Byske municipalsamhälle inrättades 8 maj 1931 och upplöstes vid utgången av 1957. Bureå municipalsamhälle inrättades 22 juni 1934 och upplöstes vid utgången av 1959. Sunnanå municipalsamhälle inrättades 25 oktober 1935 och upplöstes vid utgången av 1959. Lövångers municipalsamhälle inrättades 19 mars  1937 och upplöstes vid utgången av 1963. Kåge municipalsamhälle inrättades 26 november 1937 och upplöstes vid utgången av 1964.
Kommunreformen 1952 påverkade inte indelningarna i området, då varken Västerbottens eller Norrbottens län berördes av reformen. 1967 införlivades i staden landskommunerna Skellefteå, Bureå, Byske och Jörn. Skellefteå kommun bildades vid kommunreformen 1971 genom en ombildning av Skellefteå stad. 1974 införlivades Burträsks och Lövångers kommuner
Kommunen ingår sedan bildandet i Skellefteå domkrets, sedan 2018 i Förvaltningsområdet för finska och från 2024 i Förvaltningsområdet för samiska

## Geografi
Kommunen, som är Sveriges till ytan största kustkommun, gränsar till Norrbottenskommunerna Piteå och Arvidsjaur samt Västerbottenskommunerna Norsjö, Vindeln, Umeå och Robertsfors.

### Topografi och hydrografi
De östra delarna av kommunen är kustbygd mot Bottenviken. I Bottenviken finns 695 öar som samtliga hör till Skellefteå kommuns skärgård. Kustbygden övergår i kuperad skogsbygd mot väster. De kuperade områdena består av morän med barrskog medan kustområdena till stor del saknar ett sådant täcke. Graniter och gnejser dominerar berggrunden och i Skelleftefältet finns guld-, silver- och kopparmalm i de malmförande vulkaniska bergarterna. Långsträckta isälvsavlagringar återfinns i dalgångarna som följer berggrundens nordväst–sydöstliga sprickriktning. På flera ställen, däribland områden kring Lövånger och Missenträsk, finns utdragna moränryggar, så kallade drumliner.
Nedan presenteras andelen av den totala ytan 2020 i kommunen jämfört med riket.
|  | Bebyggelse (2,7 %) |

|  | Skog (82,8 %) |

|  | Öppen myrmark (6,7 %) |

|  | Jordbruksmark (3,8 %) |

|  | Övrig mark (4,1 %) |

|  | Bebyggelse (3,1 %) |

|  | Skog (68,0 %) |

|  | Öppen myrmark (7,2 %) |

|  | Jordbruksmark (7,4 %) |

|  | Övrig mark (14,3 %) |

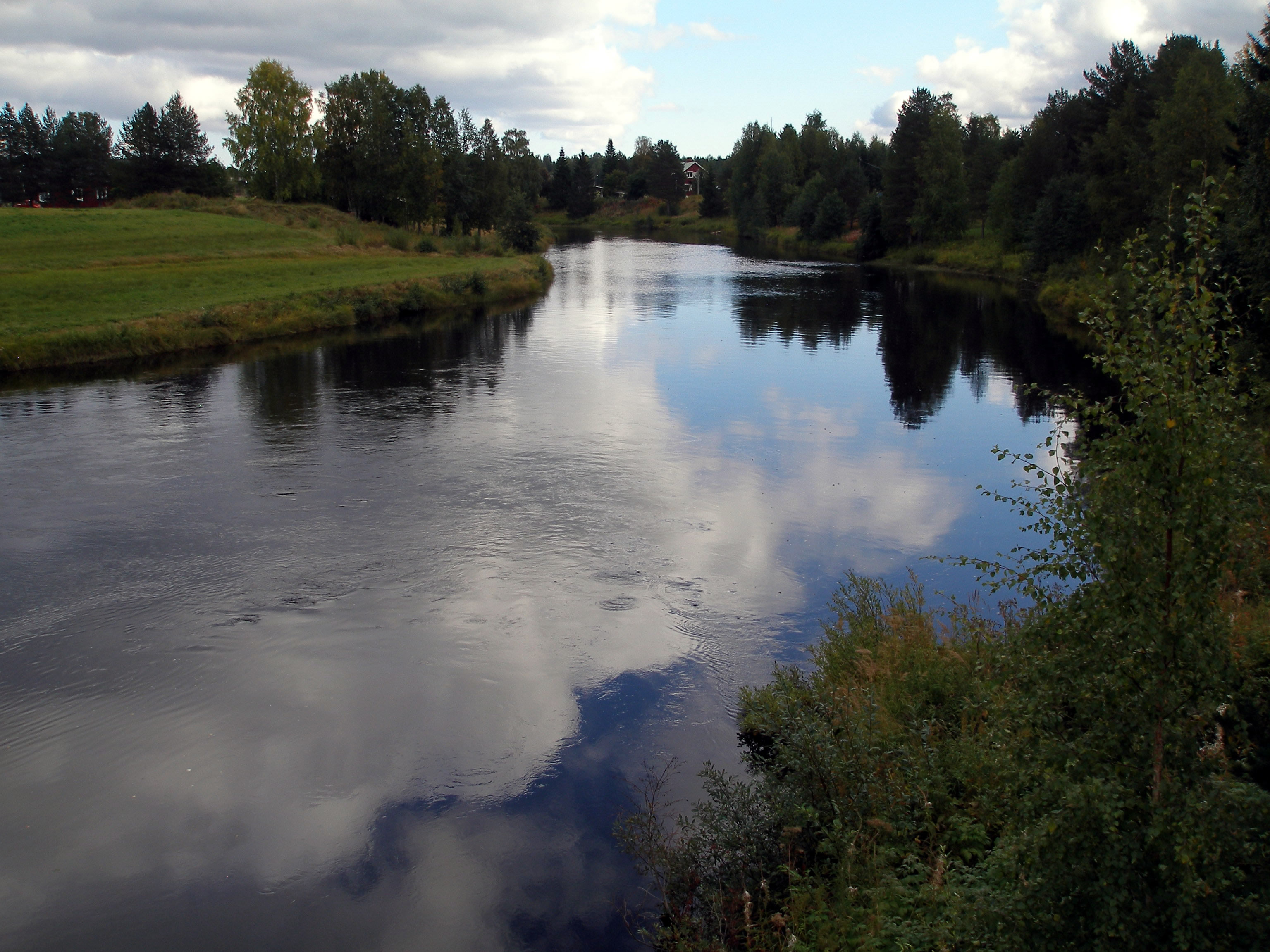
Åbyälven vid Ålund.

Genom kommunen flyter Skellefteälven, som börjar i källsjön Ikesjaure och fortsätter sedan sydöst genom Hornavan, Uddjaur och Storavan med utlopp i Skellefteå till Bottenviken. I Skellefteå kommun återfinns även Bureälven som har sitt ursprung i Bastuträsk, Norsjö kommun och har sitt utlopp i Bureå mot Bottenviken. Byskeälven börjar i området kring Arvidsjaur och passerar Byske innan den mynnar ut i Byskefjärden i Bottenviken, och Kågeälven är en sju mil lång skogsälv med början i Stavaträsk och mynnar ut i Bottenviken vid Kåge. Slutligen rinner även Åbyälven, som börjar i Arvidsjaur kommun, genom kommunen. Åbyälven är klassad som Natura 2000-område.
I Skellefteå kommun finns ungefär 100 sjöar.

### Klimat
Generellt är det kallt i Skellefteå och nederbörden hög. Sommaren börjar i slutet på juni och övergår till höst i september. Den varmaste månaden är juli med en medeltemperatur på 16° C och de kallaste är januari och februari som har en medeltemperatur på -9° C.
I januari ligger medeltemperaturen i Myrheden på -15° C. Myrheden innehar för övrigt det svenska köldrekordet för oktober då -31,5° C uppmättes den 28 oktober 1968. Samhället har även landskapet Västerbottens köldrekord då -45,6° C mättes den 10 januari 1950. Skellefteå kommun innehar inte bara rekord i  kyla utan också värme. Den 3 juli 1968 mättes 34,2°C i Skellefteå , vilket är landskapets värmerekord. Samtidigt hade Skellefteå flygplats 34,0° C. Generellt är Norrlandskusten förskonad från de verkligt svåra stormarna eftersom det oftast blåser som allra hårdast vid västlig vind. Bjuröklubb utgörs dock av en udde som sticker ut mot norr och är därför i utsatt för västliga vindar. Den 18 januari 1953 och den 3 mars samma år uppmättes där landskapets högsta vindhastighet på 30 m/s. Området  svarar även för den högsta byvinden med 37,5 m/s som uppmättes den 15 november 2001.

### Naturskydd
Ungefär 0,9 procent (1,1 procent av landytan)  av Skellefteå kommuns areal hade år 2019 skydd i form av naturreservat, naturvårdsområden, naturminnen och biotopskydd. Detta motsvarade 7 267 hektar. Det första naturreservatet, Skötgrönnan, bildades 1968 och därefter har det blivit allt fler fram till 2001 då det senaste naturreservatet, Daglösten, bildades. Totalt fanns 17 naturreservat år 2022. Det största naturreservatet var Innerviksfjärdarna, som omfattade 1 530 hektar. Där återfinns bland annat 190 fågelarter.
Åren 2017 till 2023 genomfördes "stora lövskogsrestaureringar där gran huggits ut" i Skellefteå kommun. Detta för att den vitryggiga hackspetten, som i början av 2020-talet var "en av Sveriges mest hotade fågelarter" skulle få en chans att återetabkera sig.

### Administrativ indelning

#### För befolkningsrapportering
Fram till 2016 var kommunen för befolkningsrapportering indelad i nio församlingar. Dessa var Bureå församling, Burträsk församling, Byske-Fällfors församling, Jörn-Bolidens församling, Kågedalens församling, Lövångers församling, Skellefteå landsförsamling, Skellefteå S:t Olovs församling samt Skellefteå S:t Örjans församling.

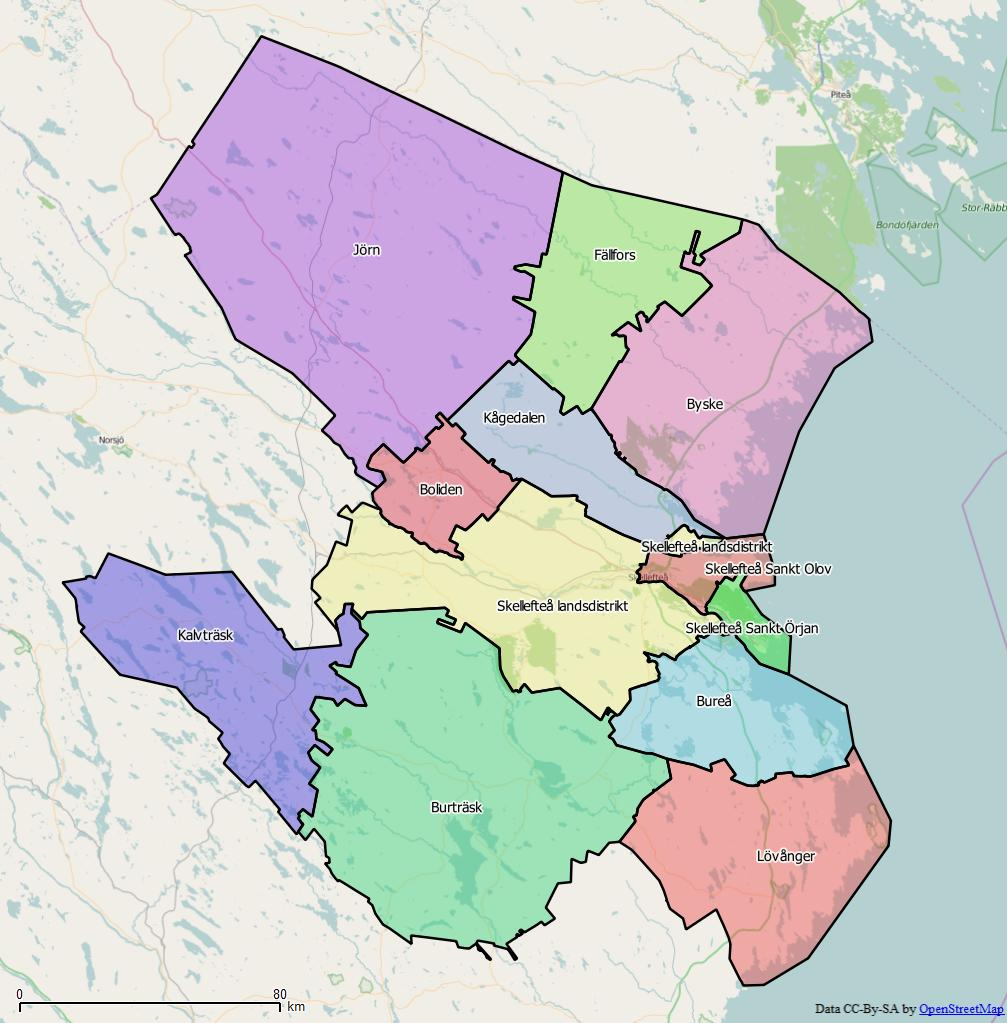
Distrikt inom Skellefteå kommun.

Efter en lagändring som trädde ikraft år 2016 delas till exempel folkbokföring och fastigheter istället in i distrikt. De nya distrikten i Skellefteå kommun är Boliden, Bureå, Burträsk, Byske, Fällfors, Jörn, Kalvträsk, Kågedalen, Lövånger, Skellefteå landsdistrikt, Skellefteå Sankt Olov samt Skellefteå Sankt Örjan.

#### Kommundelar
Skellefteå kommun är indelad i nio kommundelar.
| NYKO | Kommundel              | Motsvarande distrikt                                                          |
| ---- | ---------------------- | ----------------------------------------------------------------------------- |
| 1    | Skellefteå             | Skellefteå Sankt Olov (del av) Skellefteå landsdistrikt (del av)              |
| 2    | Ursviken Skelleftehamn | Skellefteå Sankt Örjan (del av) Skellefteå Sankt Olov (del av) Bureå (del av) |
| 3    | Kågedalen              | Kågedalen Skellefteå landsdistrikt (del av) Skellefteå Sankt Olov (del av)    |
| 4    | Boliden                | Boliden Jörn (del av) Skellefteå landsdistrikt (del av)                       |
| 5    | Bureå                  | Bureå (del av)                                                                |
| 6    | Byske                  | Byske Fällfors                                                                |
| 7    | Jörn                   | Jörn (del av)                                                                 |
| 8    | Burträsk               | Burträsk Kalvträsk                                                            |
| 9    | Lövånger               | Lövånger                                                                      |

### Tätorter
År 2020 bodde 81,5 procent av kommunens invånare i någon av kommunens tätorter, vilket var lägre än motsvarande siffra för riket där genomsnittet var 87,6 procent. Vid Statistiska centralbyråns tätortsavgränsning 2020 fanns det 21 tätorter i Skellefteå kommun:
| Tätort                          | Befolkning |
| ------------------------------- | ---------- |
| Skellefteå                      | 36 388     |
| Ursviken                        | 3 844      |
| Skelleftehamn                   | 3 213      |
| Bureå                           | 2 524      |
| Kåge                            | 2 271      |
| Byske                           | 1 741      |
| Burträsk                        | 1 636      |
| Boliden                         | 1 606      |
| Ersmark                         | 822        |
| Lövånger                        | 804        |
| Jörn                            | 636        |
| Medle                           | 557        |
| Ostvik                          | 543        |
| Kusmark                         | 470        |
| Myckle                          | 436        |
| Örviken                         | 419        |
| Södra Bergsbyn och Stackgrönnan | 377        |
| Drängsmark                      | 335        |
| Bygdsiljum                      | 312        |
| Klutmark                        | 220        |
| Frostkåge                       | 219        |

## Styre och politik

### Styre
Skellefteå kommun har länge varit ett starkt socialdemokratiskt fäste och Socialdemokraterna har styrt kommunen sedan den bildades. De har därefter haft egen majoritet i alla val fram till 2018, förutom mandatperioden 2002–2006. Kommunen styrs sedan valet 2018 av Socialdemokraterna  och Vänsterpartiet, liksom var fallet under mandatperioden 2002–2006. Valet 2022 ledde till att samma koalition fick förtroende att styra i majoritet en mandatperiod till.

### Kommunfullmäktige

#### Presidium
| Presidium 2022–2026    | Presidium 2022–2026 | Presidium 2022–2026 |
| ---------------------- | ------------------- | ------------------- |
| Ordförande             | S                   | Annamaria Hedlund   |
| Förste vice ordförande | S                   | Kennet Fahlesson    |
| Andre vice ordförande  | M                   | Henry Andersson     |

#### Mandatfördelning 1970–2022
| 33 | 11 | 11 |  | 5 |

| 53 |

| 33 | 17 | 6 | 3 | 6 |

| 55 | 10 |

|  | 33 | 15 | 6 | 3 | 6 |

| 48 | 17 |

|  | 33 | 14 | 7 | 3 | 6 |

| 44 | 21 |

|  | 36 | 13 | 4 | 3 | 7 |

| 44 | 21 |

|  | 36 | 10 | 8 | 3 | 6 |

| 46 | 19 |

|  | 35 |  | 10 | 8 | 4 | 4 |

| 45 | 20 |

|  | 34 |  | 11 | 6 | 5 | 6 |

| 43 | 22 |

| 4 | 37 | 3 | 7 | 6 | 3 | 5 |

| 36 | 29 |

| 7 | 34 |  | 5 | 8 | 5 | 4 |

| 33 | 32 |

| 6 | 32 |  | 6 | 10 | 5 | 4 |

| 35 | 30 |

| 6 | 35 |  | 6 | 8 | 4 | 4 |

| 31 | 34 |

| 6 | 33 | 4 | 5 | 8 | 3 | 6 |

| 36 | 29 |

| 6 | 34 | 4 |  | 6 | 5 |  | 6 |

| 34 | 31 |

| 6 | 30 |  | 5 | 7 | 4 |  | 9 |

| 32 | 33 |

| 5 | 28 |  | 7 | 6 |  | 4 | 11 |

| 33 | 32 |

### Nämnder

#### Kommunstyrelse
Totalt har kommunstyrelsen 15 ledamöter. Under kommunstyrelsen finns ett arbetsutskott med sju ledamöter som utses av kommunstyrelsen.
| Presidium 2022–2026    | Presidium 2022–2026 | Presidium 2022–2026 |
| ---------------------- | ------------------- | ------------------- |
| Ordförande             | S                   | Lorents Burman      |
| Förste vice ordförande | S                   | Evelina Fahlesson   |
| Andre vice ordförande  | V                   | Joakim Wallström    |
| Oppositionsråd         | M                   | Andreas Löwenhöök   |

#### Lista över kommunstyrelsens ordförande
- Karl-Erik Lundström, Socialdemokraterna, 1971–31 december 1979[38]
- Lorentz Andersson, Socialdemokraterna, 1980–2001[38]
- Bert Öhlund, Socialdemokraterna, 2001–31 juli 2013[38][39]
- Lorents Burman, Socialdemokraterna, 1 augusti 2013–[40]

Denna lista hämtas från Wikidata. Informationen kan ändras där.

#### Övriga nämnder
| Nämnd                           | Ordförande | Ordförande        | 1:e vice ordförande | 1:e vice ordförande | 2:e vice ordförande | 2:e vice ordförande |
| ------------------------------- | ---------- | ----------------- | ------------------- | ------------------- | ------------------- | ------------------- |
| Socialnämnden                   | S          | Iosif Karambotis  | S                   | Magnus Nilsson      | M                   | Anette Lindgren     |
| Fritidsnämnden                  | V          | Marie Bergslycka  | S                   | Isak Rådahl         | KD                  | Petter Ershag       |
| Bygg- och miljönämnden          | S          | Felicia Lundmark  | V                   | Lilian Nilsson      | M                   | Nils E Vesterberg   |
| Nämnden för support och lokaler | S          | Tomas Teglund     | V                   | Torbjörn Häggmark   | C                   | Leif Holmqvist      |
| Samhällsbyggnadsnämnden         | S          | Sara Keisu        | V                   | Filip Palukka       | MP                  | Cecilia Cheung      |
| För- och grundskolenämnden      | S          | Fredrik Stenberg  | V                   | Filip Palukka       | M                   | Kaisa Edström       |
| Gymnasienämnden                 | S          | Joakim Dahlgren   | V                   | Torbjörn Häggmark   | L                   | Jens Wennberg       |
| Konsumentnämnden                | V          | Lillian Nilsson   | MP                  | Johanna Fana        |                     |                     |
| Kulturnämnden                   | S          | Daniel Sjögren    | V                   | Niklas Viklund      | L                   | Christina Soldan    |
| Personalnämnden                 | S          | Evelina Fahlesson | M                   | Andreas Löwenhöök   |                     |                     |
| Valnämnden                      | S          | Annika Nyman      | M                   | Annica Nilsson      |                     |                     |

### Valresultat 2022
| Parti                            | Valdistrikt    | Valdistrikt | Kommun  |
| Parti                            | Starkaste      | Andel       | Andel   |
| -------------------------------- | -------------- | ----------- | ------- |
| S                                | Anderstorp S   | 50,22 %     | 42,78 % |
| M                                | Centrum N      | 23,65 %     | 17,14 % |
| SD                               | Boliden        | 18,21 %     | 10,10 % |
| C                                | Burträskbygden | 20,61 %     | 8,90 %  |
| V                                | Anderstorp Ö   | 16,12 %     | 8,33 %  |
| KD                               | Hjöggböle      | 12,22 %     | 5,48 %  |
| MP                               | Erikslid       | 5,30 %      | 3,74 %  |
| L                                | Centrum S      | 6,35 %      | 2,99 %  |
| Data hämtat från Valmyndigheten. |                |             |         |

Exklusive uppsamlingsdistrikt

### Internationella relationer
Skellefteå kommun har antagit en strategi för att utveckla det internationella samarbetet. Det handlar dels om att fler ska vilja flytta till kommunen och investera i näringslivet, men också om internationellt bistånd samt påverkansarbete (lobbying) för att influera beslut som fattas inom EU. I detta syfte har ett Europa Direktkontor etablerats i Skellefteå stadshus.
Skellefteå kommun har fem vänorter. "Med dessa har kommunen utvecklat internationellt samarbete i form av projekt och avtalade kontakter. Kontakter upprätthålls genom besök, brev och mailkontakter. Kontakterna kan vara regelbundna över en period av samarbete kring särskilda projekt, sedan kan de vara mer sporadiska under andra tider".
- Mo i Rana, Norge
- Vesthimmerlands kommun, Danmark
- Brahestad, Finland
- Tallinn, Estland
- Pardubice, Tjeckien

Vänortssamarbetet inleddes 1946 och då med den finska staden Brahestad och den norska staden Mo i Rana. År 1967 utvecklades ett samarbete med den tjeckiska staden Pardubice och 1982 med Tallinn. År 2007 upprättades ett vänortssamarbete med den danska kommunen Vesthimmerland. Per 2022 bedrevs inget aktivt samarbete med Mo i Rana och Tallinn. År 1998 upprättades ett vänortssamarbete med den kinesiska orten Tongling, men samarbetet blev hårt kritiserat och avslutades 2021.
Förutom vänortssamarbete har Skellefteå kommun olika typer av samarbete med finska Jakobsstad samt Chichibu i Japan. Skellefteå museum har även ett samarbete med sidenmuseet i Chichibu.

## Ekonomi och infrastruktur

### Näringsliv
Privat sektor dominerar när det gäller andel sysselsatta med 22 064 av totalt 32 409 personer (2009). Detta motsvarar cirka 68 procent av alla sysselsatta. Den största arbetsgivaren år 2020 var Skellefteå kommun med 7 122 och den största privata arbetsgivaren var Boliden med 1 525 anställda samma år. Bland andra större arbetsgivare i Skellefteå kommun märks Skellefteå lasarett med 1 200 anställda år 2022, IT-företaget Tietoevry och Northvolt.
Varje år rankar Svenskt Näringsliv företagsklimatet i de svenska kommunerna. På den listan har Skellefteå kommun legat lågt under perioden 2012 till 2021 med bästa placeringen år 2018 på plats 183 och sämsta placering år 2012 på plats 261.

#### Energi och råvaror

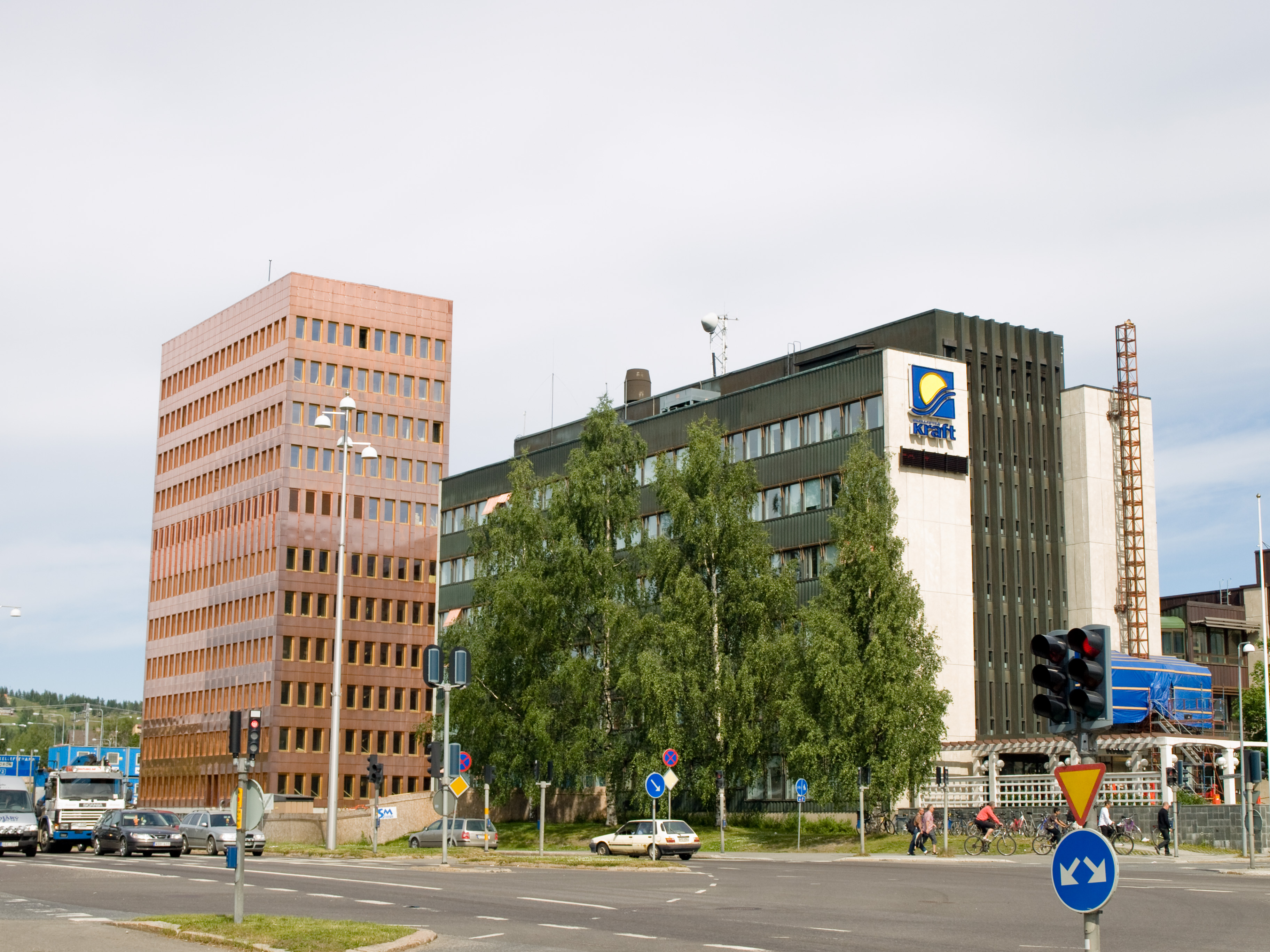
Kommunägda Skellefteå Kraft är det näst största svenska kraftbolaget efter Vattenfall.

I kommunen finns det kommunalt ägda bolaget Skellefteå Kraft. År 2019 var Skellefteå kommun den svenska kommun där vindkraften ökade mest. År 2021 kom 89,1 procent av Skellefteå Krafts produktion från förnybara källor. De sista procenten kom från kärnkraft genom delägarskap i kärnkraftsanläggningen Forsmark. Bland annat i Skellefteälven finns flera vattenkraftverk.
En betydande andel av Sveriges mineraltillgångar finns i Skelleftefältet. Till största del består fältet av sura vulkaniter som är runt 1,9 miljarder år gamla. Ett stort antal av dessa är komplexa sulfidmalmer som inkluderar zink, koppar och guld. Gruvor har funnits i området sedan åtminstone 1620-talet då en koppargruva anlades i Storkågeträsk.

#### Industri
Under lång tid var Skega kommunens största privata arbetsgivare med omkring 900 anställda både i Sverige och utomlands. I början av 2000-talet köptes företaget upp av Metso som 2003 meddelade att verksamheten skulle flyttas till Trelleborg. Beslutet verkställdes aldrig fullt ut och 2019 hade företaget omkring 200 anställda i kommunen. Hisstillverkaren Alimak Hek grundades 1948 och 2013 hade företaget cirka 300 anställda i Skellefteå.
Sedan företaget Northvolt 2017 beslöt att förlägga sin första batterifabrik, Northvolt Ett till kommunen, har Skellefteå varit en del i det som i media kallas Industriboomen i norr, där energiintensiva industrier förlägger ny, tung industri till framförallt övre norrlandskusten. Enbart Northvolt Ett beräknades ursprungligen behöva en direkt arbetsstyrka på 3 000 personer, men sedan dess har beslut om ytterligare utbyggnad tagits. Som en följd av detta beräknas Skellefteå kommun öka från 72 000 till 90 000 invånare fram till 2030. Det är en samhällsförändring som anses sakna motstycke i Sverige.

### Infrastruktur

#### Transporter
Längs kusten genomkorsas kommunen av Europaväg 4. Delar av vägens föregångare Riks 13, Kustlandsvägen och Norrstigen går i närheten av europavägens sträckning och är fortfarande farbara (2023) medan andra fungerar som vandringsleder. Från centralorten, vidare mot Jörn går riksväg 95. Genom kommunen går också länsvägarna 364 och 370.

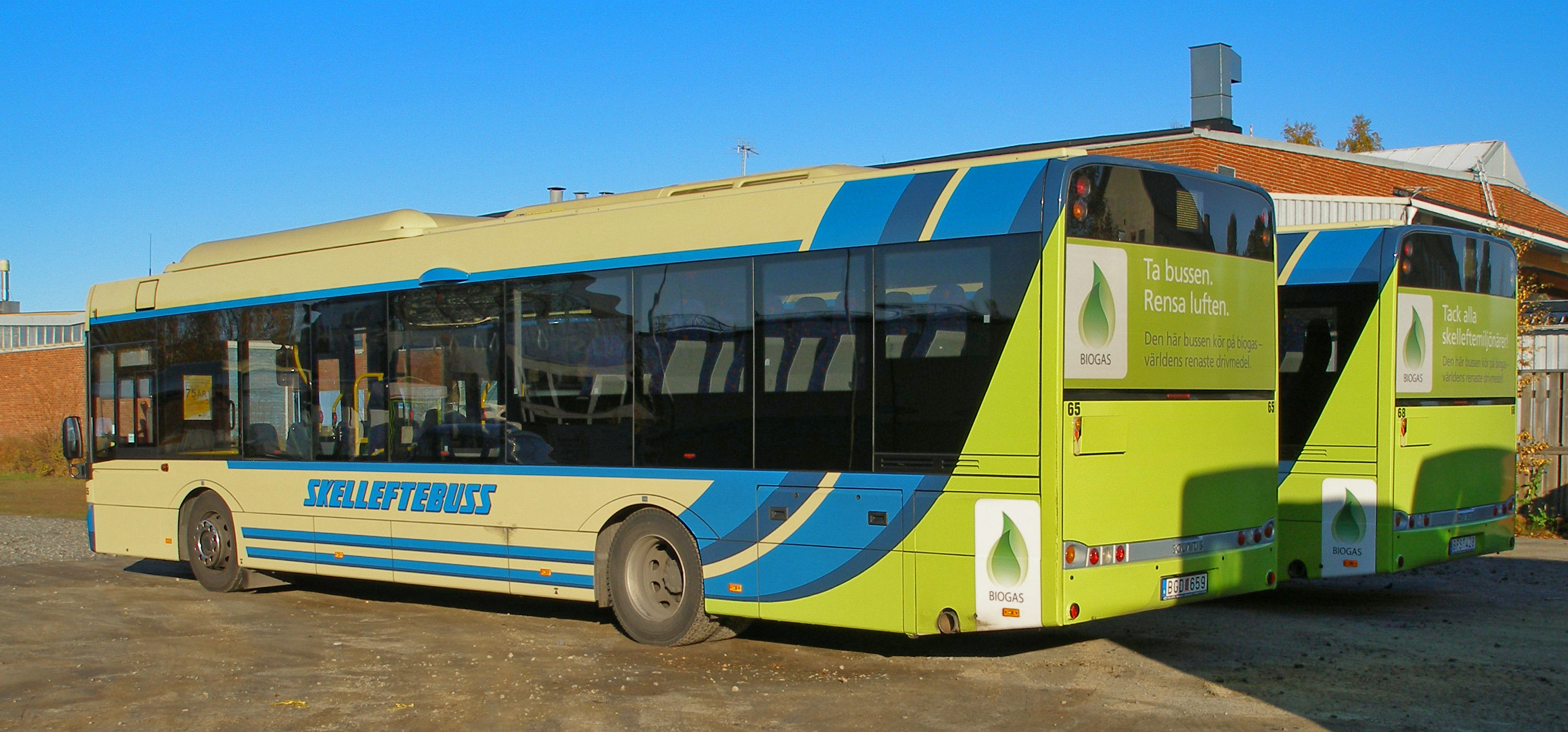
Skellefteå kommuns bussbolag Skelleftebuss AB har bussar som drivs med biogas som produceras i kommunens biogasverk.

 Skellefteå kommun genomkorsas av  järnvägen Bastuträsk–Skellefteå–Skelleftehamn. Trafikverket har fått i uppdrag att bygga Norrbotniabanan som ska sträcka sig från Ytterbyn i södra delen av kommunen genom Skellefteå centrum och norrut mot Piteå, med två regionaltågstationer i Bureå och Byske. Sträckningen in till Skellefteå beräknas vara klar efter år 2033.
Skellefteå Airport invigdes år 1961 och är belägen i Falmark. Därifrån går reguljärtrafik till Arlanda samt charterresor utrikes. År 2020 blev flygplatsen fossilfri och ambitionen är att flygplatsen ska bli ett nav för utveckling av elflyg.
Skellefteå hamn (i Skelleftehamn) är sedan 1912 stadens hamn, en året runt-hamn med en godsomsättning i ton på 1 544 589 ton och cirka 280 fartygsanlöp per år. Kajdjupet är mellan 5,5 och 13,4 meter, och kajlängden 1 500 meter. I Skellefteåregionen finns ett antal gästhamnar för besökare som kommer med båt. Under 1960–1980-talen gick färja från Skelleftehamn till Jakobstad och Karleby i Finland.

#### Internet
I mitten på 2010-talet hade 80 procent av hushållen i kommunen tillgång till bredband. Genom projektanslag inom landsbygdsprogrammet beviljades Skellefteå Kraft omkring 200 miljoner för att bygga ut bredbandsnätet i ett 40-tal byar under åren 2017 till 2020. År 2022 hade 93 procent av alla hushåll och företag i Skellefteå Kommun tillgång till 1 000 mbit/s, vilket var lägre än det nationella målet på 98 procent till 2025.

#### Utbildning och forskning
Skellefteå kommuns första gymnasium låg i gamla Skellefteå samskolas lokaler fram till 1976. Senare har fler gymnasieskolor tillkommit och 2022 fanns tre kommunala gymnasieskolor och tre privata gymnasieskolor. De kommunala gymnasieskolorna Anderstorpsgymnasiet och Baldergymnasiet finns i centralorten medan  Naturbruksgymnasiet är beläget i Burträsk. Den senare har även elevinternat. De privata gymnasieskolorna Guldstadsgymnasiet, Praktiska gymnasiet samt Yrkesgymnasiet är samtliga belägna i centrala Skellefteå.
Det finns tre folkhögskolor (2022). Edelviks folkhögskola i Burträsk, Medlefors folkhögskola i västra delen av Skellefteå och Solviks folkhögskola i Frostkåge.
Vid Campus Skellefteå finns utbildning på  universitets- och högskolenivå men också Yrkeshögskola (Yh) och kommunal vuxenutbildning. Bland annat bedriver Luleå tekniska universitet, Umeå universitet och Mälardalens universitet utbildning på Campus Skellefteå. I Skellefteå bedrivs forskning bland annat gällande träteknik.

#### Sjukvård

Huvudbyggnaden Skellefteå lasarett, 2020.

I kommunen fanns det 11 hälsocentraler 2022 varav fyra i centralorten och sju utanför. Ett av Västerbottens tre akutsjukhus är Skellefteå lasarett med 200 vårdplatser. Länets barnlöshetsmottagning är förlagd till lasarettet liksom en stor andel av alla knäprotesoperationer och titthålsoperationer av galla och tjocktarm. Vid lasarettet bedrivs klinisk forskning på "patientnära och angelägna områden som hjärt-kärlsjukdomar, slaganfall, lungsjukdomar och mag-tarmsjukdomar". Därtill bedrivs forskning om optimal läkemedelsanvändning och omvårdnad.
Regionen har avtal med några privata vårdgivare. Dessa var 2022 S:t Lukas (psykoterapeuter) och fem sjukgymnaster.

## Befolkning

### Demografi

#### Befolkningsutveckling
Kommunen har 77 697 invånare (31 mars 2025), vilket placerar den på 32:a plats avseende folkmängd bland Sveriges kommuner. År 2021 ökade folkmängden i kommunen med 553 personer. Även 2022 ökade befolkningen i kommunen, totalt med 1 009 personer. Det  var första gången på över 50 år som kommunen ökade med mer än 1 000 personer.
| Befolkningsutvecklingen i Skellefteå kommun 1970–2020 | Befolkningsutvecklingen i Skellefteå kommun 1970–2020 | Befolkningsutvecklingen i Skellefteå kommun 1970–2020 | Befolkningsutvecklingen i Skellefteå kommun 1970–2020 | Befolkningsutvecklingen i Skellefteå kommun 1970–2020 |
| ----------------------------------------------------- | ----------------------------------------------------- | ----------------------------------------------------- | ----------------------------------------------------- | ----------------------------------------------------- |
|                                                       |                                                       |                                                       |                                                       |                                                       |
| År                                                    |                                                       |                                                       | Folkmängd                                             |                                                       |
| 1970                                                  | 1970                                                  |                                                       | 71 402                                                |                                                       |
| 1975                                                  | 1975                                                  |                                                       | 72 492                                                |                                                       |
| 1980                                                  | 1980                                                  |                                                       | 74 210                                                |                                                       |
| 1985                                                  | 1985                                                  |                                                       | 74 282                                                |                                                       |
| 1990                                                  | 1990                                                  |                                                       | 75 258                                                |                                                       |
| 1995                                                  | 1995                                                  |                                                       | 75 348                                                |                                                       |
| 2000                                                  | 2000                                                  |                                                       | 72 476                                                |                                                       |
| 2005                                                  | 2005                                                  |                                                       | 71 910                                                |                                                       |
| 2010                                                  | 2010                                                  |                                                       | 71 641                                                |                                                       |
| 2015                                                  | 2015                                                  |                                                       | 72 031                                                |                                                       |
| 2020                                                  | 2020                                                  |                                                       | 72 840                                                |                                                       |

#### Statistik
Könsfördelningen var 2022 relativt jämn där andelen kvinnor var 48,9 procent och andelen män 50,3 procent. Medelåldern var 43,7 år, vilket var högre än genomsnittet för riket som var  41,6 år. 50,2 procent var sammanboende vilket var högre än genomsnittet för Sverige som var 45,8 procent.

#### Minoriteter
Finskan är ett relativt nytt inslag i språkvariationerna i Skellefteåområdet. Tidigare har språkliga influenser istället kommit från väst, Norge. Under 1970- och 80-talen invandrade finnar till Skellefteå kommun för att jobba vid Bolidengruvan och textilindustrin Algots, som då hade fabrik i Skellefteå. År 2017 fanns 4 000 Sverigefinnar i första till tredje generationen. Skellefteå kommun ansökte om att få tillhöra förvaltningsområdet för finska, men fick de första två gångerna avslag. Ännu en ansökan lämnades in och sedan 2018 tillhör Skellefteå kommun förvaltningsområdet för finska. Året därpå utsågs kommunen till Årets Sverigefinska kommun, ett pris som delas ut av Sverigefinländarnas delegation.
Renskötsel har bedrivits i området som utgör kommunen under hundratals år och Skellefteå kommun ingår, på vissa kartor, i Sápmi. År 2004 lades den dåvarande sameföreningen i kommunen ned, men efter 18 år återupptogs verksamheten 2022. Samma år fattade kommunstyrelsen enhälligt beslut att ansöka om att Skellefteå ska ingå i förvaltningsområdet för samiska. Ansökan beviljades av regeringen Kristersson i november 2023.

#### Migration
År 2016 tog Skellefteå kommun emot 0-5 kommunmottagna flyktingar per 1 000 invånare. Det vill säga flyktingar som inte själva ordnat boende i kommunen.

#### Utländsk bakgrund
År 2014 utgjorde antalet invånare med utländsk bakgrund (utrikes födda personer samt inrikes födda med två utrikes födda föräldrar) 5 879, eller 8,16 % av befolkningen (hela befolkningen: 72 024). År 2002 utgjorde antalet invånare med utländsk bakgrund enligt samma definition 3 192, eller 4,44 % av befolkningen (hela befolkningen: 71 813).

#### Invånare efter de vanligaste födelseländerna
Den 31 december 2014 utgjorde folkmängden i Skellefteå kommun 72 024 personer. Av dessa var 5 115 personer (7,1 %) födda i ett annat land än Sverige. I denna tabell har de nordiska länderna samt de 12 länder med flest antal utrikes födda (i hela riket) tagits med. En person som inte kommer från något av de här 17 länderna har istället av Statistiska centralbyrån förts till den världsdel som deras födelseland tillhör.
| Födelseland      | Födelseland                       | Födelseland |
| ---------------- | --------------------------------- | ----------- |
| 31 december 2014 |                                   |             |
| 1                | Sverige                           | 66 909      |
| 2                | Afrika: Övriga länder             | 859         |
| 3                | Asien: Övriga länder              | 650         |
| 4                | Finland                           | 599         |
| 5                | Europeiska unionen: Övriga länder | 330         |
| 6                | Thailand                          | 284         |
| 7                | Afghanistan                       | 283         |
| 8                | Somalia                           | 277         |
| 9                | Sydamerika                        | 266         |
| 10               | Irak                              | 252         |
| 11               | Iran                              | 225         |
| 12               | Europa utom EU: Övriga länder     | 199         |
| 13               | Norge                             | 190         |
| 14               | Tyskland                          | 154         |
| 15               | Nordamerika                       | 113         |
| 16               | Syrien                            | 99          |
| 17               | Kina                              | 68          |
| 18               | Danmark                           | 47          |
| 19               | Turkiet                           | 45          |
| 20               | Polen                             | 44          |
| 21               | Bosnien och Hercegovina           | 43          |
| 22               | Oceanien                          | 34          |
| 23               | / SFR Jugoslavien/FR Jugoslavien  | 33          |
| 24               | Island                            | 8           |
| 25               | Okänt födelseland                 | 7           |
| 26               | Sovjetunionen                     | 6           |

### Språk
Den lokala dialekten Skelleftebondskan, eller Skelleftemål, är unik för kommunen. Många riktigt gamla drag har bevarats i dialekten, något som gör att den särskiljer sig från andra typer av bondska. Susanne Haugen, lektor i nordiska språk på Institutionen för språkstudier vid Umeå universitet, uppger att sådana gamla drag är "diftonger, vokalljud som ”ai” [...] och man kan säga ”stain” och ”bain”, medan det i dag bara är en enkel vokal ”e”" [i rikssvenska]. Dialekten är nasal och kan variera mellan olika byar i kommunen.

### Religion
70 procent av invånarna i kommunen var 2019 medlemmar i Svenska kyrkan, som har fem församlingar i kommunen – Byske-Fällfors, Kågedalens, Jörn-Bolidens, Sankt Olovs församling och Skellefteå landsförsamling.

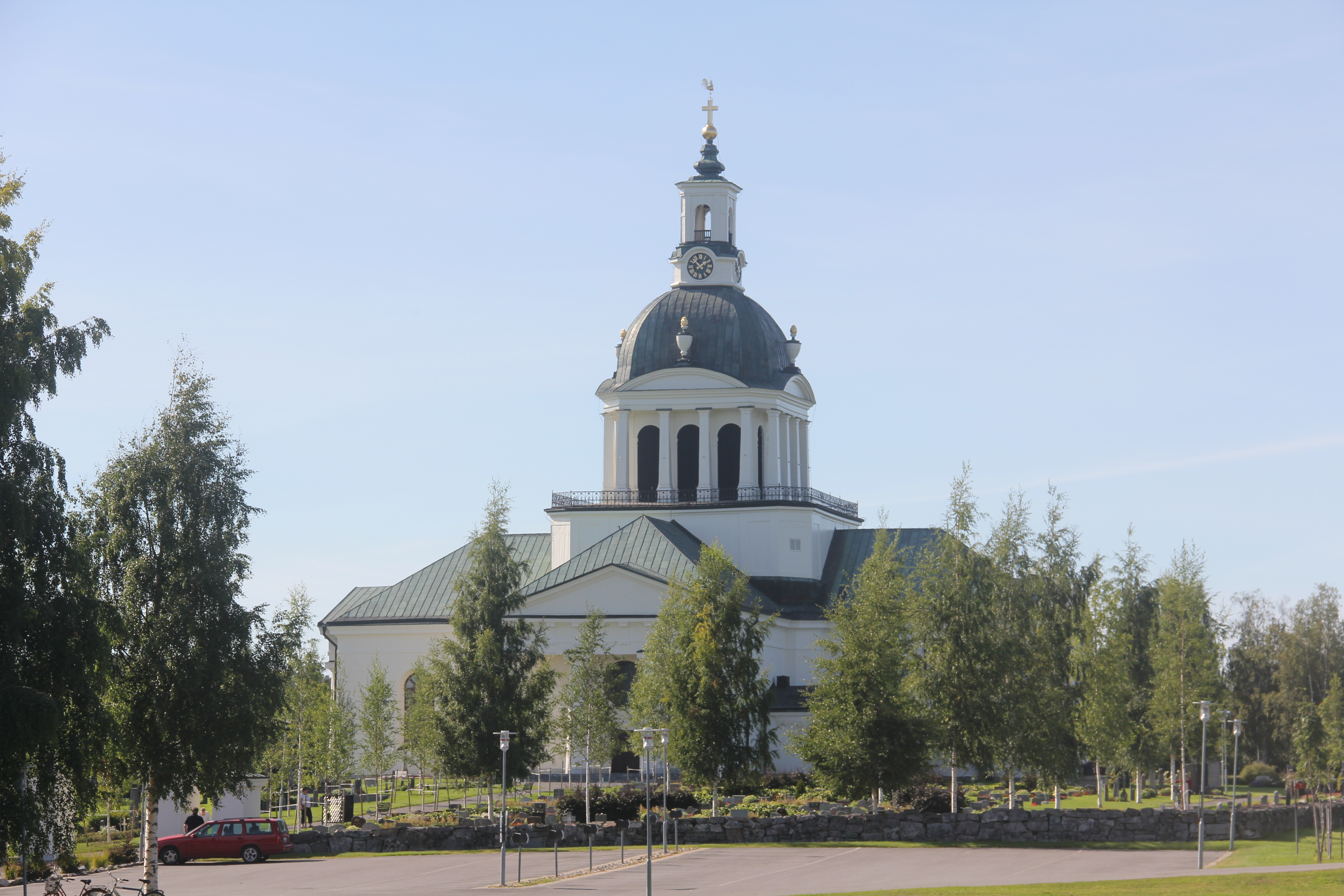
Skellefteå landskyrka.

Bland kyrkor märks Skellefteå landsförsamlings kyrka med anor från 1500-talet. Den uppges vara en av de största landskyrkorna i Sverige. Katolska kyrkan finns också representerad genom Sankta Maria katolska kapellförsamling.
Pingstkyrkan i Skellefteå bildades 1931 och hade 2021 omkring 600 medlemmar varav 30 procent var utrikesfödda, av vilka många var persisktalande. Jehovas vittnen hade 2019 cirka 250 medlemmar i kommunen. I kommunen finns också Skellefteå moské, EFS och Equmeniakyrkan.

### Hälsa
Från 2000 till 2002 ökade ohälsotalet i kommunen från cirka 59 till 69, därefter sjönk det stadigt fram till 2010 då siffran var 39 dagar. Enligt statistik från Folkhälsomyndigheten var ohälsotalet 2015 38,3 dagar (för riket: 30,0) och 2020 var siffran 29,6 dagar (för riket: 24,2).
Enligt Folkhälsomyndigheten uppgav 68 procent av kvinnorna och 70 procent av männen under åren 2018 till 2021 att de hade bra eller mycket bra allmän psykisk hälsa, vilket är i paritet med genomsnittet för Sverige. Antalet suicidfall per 100 000 invånare har under åren 2001 till 2020 varit lägre än genomsnittet för riket.
- Åren 2001–2005 var antalet 8,1 och för riket 15,8.[112]
- Åren 2005–2009 var antalet 10,6 och för riket 15,5.[112]
- Åren 2010–2014 var antalet 6,6 och för riket 14,6.[112]
- Åren 2015–2019 var antalet 10,9 och för riket 14,6.[112]

Den ärftliga sjukdomen Skelleftesjukan är vanligast förekommande i trakterna kring Skellefteå och Piteå. I Västerbottens och Norrbottens län lider 50 per 100 000 invånare av sjukdomen, vilket kan jämföras med snittet för Sverige som är 1 till 2 per 100 000.

## Kultur

### Konstarter

#### Offentlig konst
Sedan kommunen bildades har man avsatt en procent av "byggnationskostnaderna, nybyggnationer och ombyggnationer" till "konsten i planeringen och byggandet av offentliga miljöer". Som exempel på offentlig konst i kommunen kan nämnas  fontänen Lyftet på Guldtorget, invigd 1995, som består av ett ägg, en fisk, en fågel och cylinder i olikfärgad granit. Under 2000-talet har flera offentliga utsmyckningar gjorts inomhus som exempelvis det takhängande Hubba Bubba Heaven på Morö Backe förskola och den motivkaklade väggen In Between Days på Eddahallen.

#### Film
Biografer i Skellefteå har funnit sedan biografdrottningen Josefina "Fina" Pahlberg (född Bäckström 1882) öppnade Tip-top 1911 i Godtemplarnas ordenshus IOGT. Hon hade sammanlagt fem biografer, samtliga är nu nedlagda. Den sista av biograferna i hennes före detta imperium lades ner 1988. År 2022 fanns tre biografer i kommunen, Biostaden och i Folkets hus i Skelleftehamn och Boliden.
År 1987 öppnade Nordiska scenografiskolan i Skellefteå, en verksamhet som "bidragit till att ge Skellefteå en plats på den svenska film och spelkartan". Sedan början av 1990-talet är utbildningen riktad mot TV och filmscenografi. Film i Västerbotten har en studio för fiktions- och dokumentärfilm i Skellefteå. I Skellefteå finns också Icon studios.

#### Arkitektur
Skellefteå kommun har en lång tradition av att bygga hus i trä. Under slutet av 1800-talet började byggnaderna att kläs med panel, då det fanns ett stort utbud av hyvlat virke. Det finns fortfarande ett flertal hus som är byggda i trä som imiterar sten med syfte att husen mer skulle likna de stenbyggnader som fanns i större städer. Men risken för bränder i trähusen, liksom att det år 1924 hittades guld i Boliden, kom att påverka hur arkitekturen i området utvecklades. Skellefteå ville profilera sig som en "guldstad" och under 1930-tal började betong och stål konkurrera med trä och gamla träbyggnader ersattes av putsade funkishus. En saneringsplan antogs och allt fler trähus revs till förmån för byggnader i tegel. Under 1970-talet började invånarna protestera mot att kulturhistoriskt värdefulla byggnader revs och en inventering gjordes. Ett antal kulturhistoriska byggnader revs dock ändå under 1970-talet och 1980-talet. År 1994 infördes en lagändring som öppnade upp för att bygga trähus högre än två våningar och efter det har Skellefteå återgått till träbyggnadstraditionen. År 2021 stod ett av världens högsta trähus klart i och med invigningen av Sara kulturhus.

### Kulturarv

#### Fornlämningar
I de områden som idag utgör församlingarna Skellefteå landsförsamling samt Boliden, Kågedalen, Sankt Olov och Sankt Örjan finns omkring 250 kända förhistoriska fornlämningar. Detta område är riktigt på dal- och strandbygder nedre delarna av Skellefteälven och Kågeälven samt deras biflöden. Exempelvis har omkring 50 stenåldersboplatser hittats, dessa från alla epoker av norrländsk fångstkultur. Längs bronsålderns strandlinjer finns cirka 200 rösen och stensättningar. Från äldre järnåldern har ett märkligt fynd gjorts vid  Storkåge. Bland fynd från Skellefteå skärgård finns över 100 fångstgropar samt labyrinter och kompassrosor.

#### Byggnadsminnen

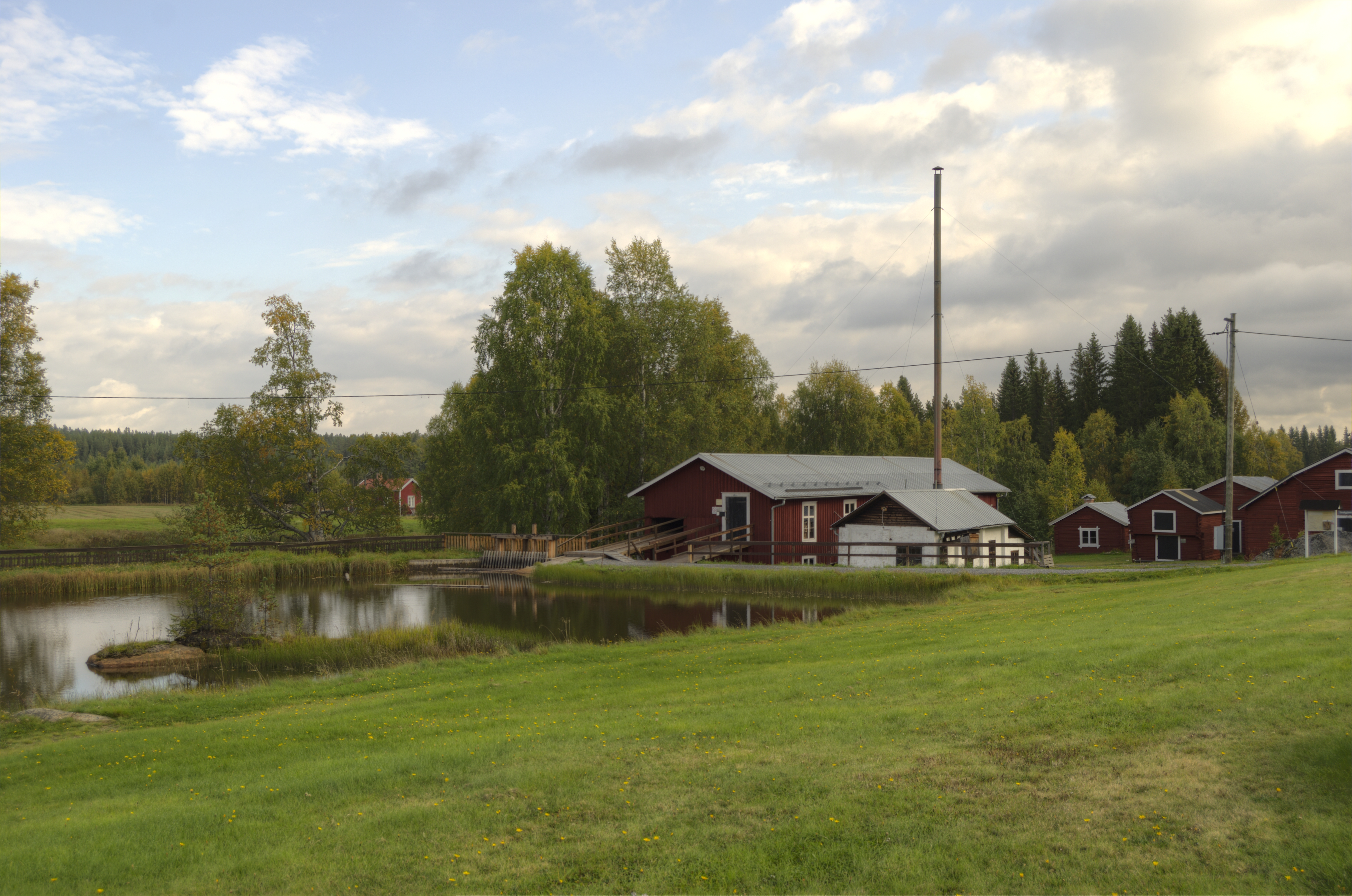
Drängsmarks vatten- och ångsåg.

År 2022 fanns 21 byggnadsminnen i kommunen. Däribland Finnfors gamla kraftstation, Drängsmarks vatten- och ångsåg och Missenträsk bönhusmiljö.

#### Kyrkstäder

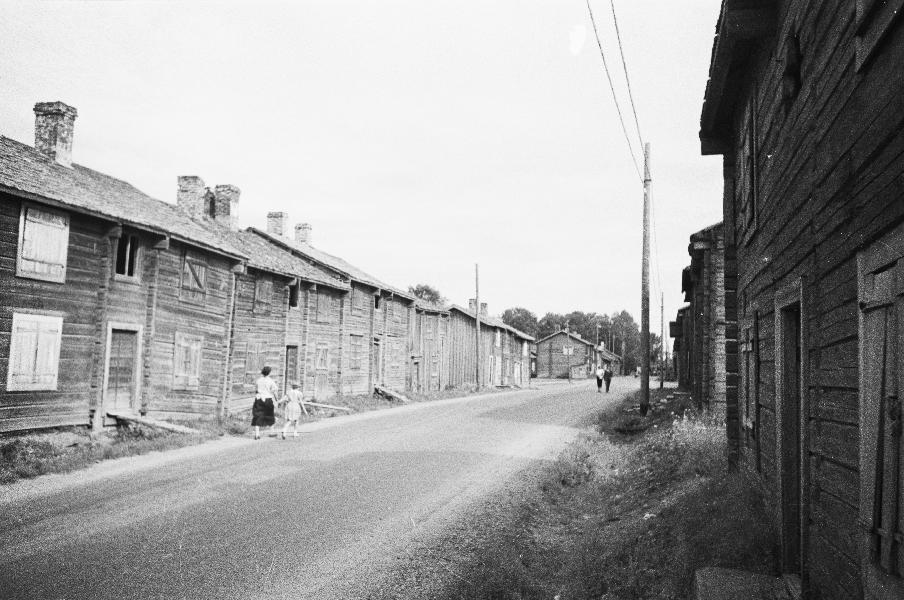
Bonnstan Skellefteå 1936.

Bonnstan, kyrkstaden i centralorten, med anor från 1600-talet beskrevs av Carl von Linné år 1732 – "inwid kyrkian Siällefte, en oräknerlig hoop af huus, liksom en artig stad, med hwita skorstenar, bygd uthi 2:ne gator, med tvärgator bestående af 350 à 400 huus". Kamrarna ägs numer av privatpersoner och området används exempelvis för marknader och midsommarfirande. Byske kyrkstad tillkom i slutet av 1800-talet och var då en av de sista kyrkstäderna som byggdes. Byske kyrkstad byggnadsminnesförklarades 1986. Lövångers kyrkstad byggdes troligtvis på 1600-talet och är en av de äldsta bevarade kyrkstäderna.

### Kommunvapen
Blasonering: I blått fält en gyllene sol och däröver en genom vågskura bildad gyllene ginstam belagd med en blå antik blixt.
Vapnet utarbetades inför hundraårsjubileet av Skellefteås stadsblivande och fastställdes av Kungl. Maj:t 1944. Flera av sammanläggningsenheterna hade egna vapen, men man bestämde sig slutligen för att låta registrera stadsvapnet även för den nya kommunen och det skedde 1988.

### Sport

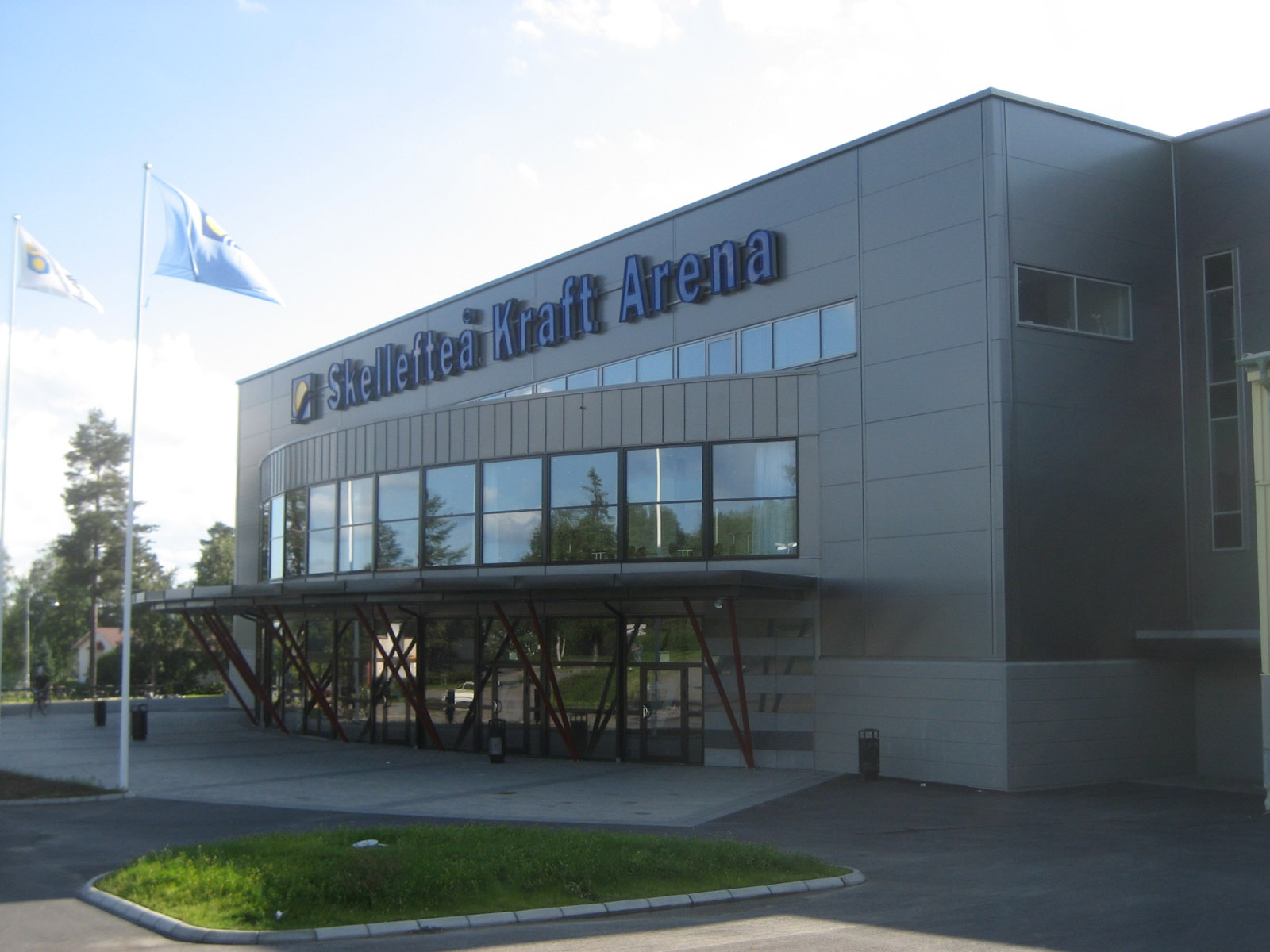
Skellefteå Kraft arena är hemmaarena för Skellefteå AIK.

Skellefteå AIK hockey, som sedan säsongen 2019/2020 kallar sig "Bygdens lag" har haft stora framgångar när det kommit till att ta vara på de hockeyspelare som funnits i närområdet. Bland de större stjärnorna som passerat genom Skellefteå AIK och fortsatt till NHL finns Kusmarkssönerna Pär Lindholm och Viktor Arvidsson samt Viktor Arvidsson. A-laget har vunnit SM-guld fyra gånger – 1978, 2013, 2014 och 2024.
På Vitberget finns en rad sportaktiviteter. Förutom att det är platsen för Skellefteå Kraft Arena hittas även Skandinaviens största bike park, Skellefteå bike arena, där.
Sedan 2012 anordnas årligen Skandinaviska Mästerskapet i vintersim i en uppsågad vak i Skellefteåälven. Andra större återkommande sportevenemang är Skellefteå Beach Soccer, en av Sveriges största beachturneringar i strandfotboll och loppet ”Broarna runt”.